# Illegale Fischerei
Als illegale Fischerei bzw. Piratenfischerei (amtlicher Terminus in der EU (englisch): illegal, unreported and unregulated fishing, ‚illegale, undokumentierte und unregulierte Fischerei‘, kurz IUU-Fischerei) wird in der Fischerei der Fischfang durch diejenigen Schiffe und Mannschaften bezeichnet, der gewerblich ohne die erforderliche Lizenz betrieben wird, die in der Lizenz zugestandene Fangquote überschreitet oder bei dem Fangmengen nicht oder falsch angegeben werden.
Die Mannschaften und ihre Boote werden in den Medien oft als Piratenfischer bezeichnet, ein Begriff, der insbesondere von Umweltschutzorganisationen wie Greenpeace als Schlagwort verwendet wird. Im Gegensatz zur Hochseefischerei ist die illegale Fischerei in der Binnenfischerei deutlich geringer ausgeprägt. Beim Hobbyfischfang spricht der Volksmund von Schwarzangeln oder -fischen.
Nach Schätzungen der Welternährungsorganisation stammen bis zu 20 Prozent des international gehandelten Fisches aus illegaler Fischerei.

## Hintergrund
Um die Überfischung ihrer Ausschließlichen Wirtschaftszonen (200-Meilen-Zone) zu vermeiden, legen die meisten Staaten mit Küstengewässern Fangquoten fest und weisen einzelnen Bewerbern einen Anteil dieser Quote mittels einer Lizenz zu. Der Fischfang außerhalb der Ausschließlichen Wirtschaftszonen ist durch internationale Abkommen geregelt.

## Problematik
Die Piratenfischer umgehen internationale Fischereiabkommen, indem sie ihre Fangschiffe in Billigflaggen-Ländern registrieren lassen oder ganz ohne Flagge, Länderkennzeichen und Namenszug fahren. Sie besitzen industrielle Fangschiffe und fischen bevorzugt dort, wo Kontrollen die Ausnahme sind, etwa im Südpolarmeer oder vor Westafrika, wo die Regierungen nicht über die Mittel verfügen, ihre Küstengewässer ausreichend zu kontrollieren.
Die Schiffseigner sitzen vor allem in Europa, Japan, der Volksrepublik China und den USA. Greenpeace schätzt, dass rund 1200 industrielle Fangfahrzeuge illegalen Fischfang betreiben.
Eine im Jahr 2020 im Science Advances veröffentlichte Studie, die sich auf Sea Around Us (eine Datenbank und gleichnamige Organisation der University of British Columbia) beruft, kam zu dem Ergebnis das jährlich weltweit zwischen 7,7 und 14 Millionen Tonnen Fisch aus dem Meer entnommen wird, ohne dies zu melden. Besonders betroffen sind demnach Asien, Afrika und Südamerika. Bei der legalen Fischerei entsteht dadurch laut Studie ein Schaden von jährlich 26 bis 50 Milliarden Dollar. Die an landesüblichen Preisen bemessenen wirtschaftlichen Verluste betragen dadurch für Afrika schätzungsweise zwischen 7,6 und 13,9 Milliarden Dollar pro Jahr; für Asien zwischen 10,3 und 20,3 Milliarden Dollar. Für Deutschland entstehe durch die illegale Fischerei ein jährlicher Verlust an Bruttoeinnahmen von 4,5 bis 7,3 Millionen Dollar.
Laut einer Greenpeace-Recherche gab es in den Jahren von 2017 bis 2020 weltweit 416 Schiffe, die bei Umladeaktionen auf hoher See, dem sogenannten Transshipment, illegale gefangenen Fisch mit legalem Gefangenem vermengen ließen. Transshipment erspart Fischern lange Fahrten in den Hafen und ist laut der Meeresschutzorganisationen eine beliebte Methode, um illegale Fischfänge unter legale zu mischen. Insgesamt wurden laut der Recherche vor allem 94 Betreiberfirmen ausgemacht, deren Schiffe solche illegalen Praktiken anwenden, die Greenpeace wiederum durch das Automatic Identification System zu erkennen glaubt. Die Betreiberfirmen der verdächtigten Schiffe haben ihren Sitz überwiegend in Ländern aus Russland, China, Japan, Südkorea, Taiwan, Hongkong, Norwegen, Griechenland und den Niederlanden. Die Schiffe selbst fahren meist unter der Flagge Panamas.

## Gefahren
Verstöße gegen Fangquoten führen zu
- Überfischung (Hauptproblem)[5]
- einem Preisverfall durch Überangebot auf dem Fischmarkt und damit zu wirtschaftlichen Einbußen für die lizenzierten Fischer, die ihre Quoten einhalten
- langfristig zu einem Ruin der Fischereiindustrie in einem Gebiet oder weltweit
- lokal zur Ausbildung von Piraterie in den betroffenen Gebieten
- Es fehlt an Transparenz und Kontrolle gegen häufig transnationale kriminelle Netzwerke. Internationale Instanzen müssen effektiver werden – und Subventionen fallen. Illegale, ungemeldete und unregulierte (IUU-)Fischerei ist eine der größten Bedrohungen für die Ozeane der Erde.

## Bekämpfung

### IUU-Fischerei
Illegale, nicht gemeldete und unregulierte Fischerei (sog. „IUU-Fischerei“) gilt als globales Problem, das vor allem Fanggebiete mit schwachen nationalen oder internationalen Kontrollen betrifft. Dazu zählen insbesondere westafrikanische Staaten, wo nach Schätzungen von Natur- und Umweltschützern jeder dritte Fisch illegaler Herkunft ist. Illegale Fischerei wird als Bedrohung für die Ernährungssicherheit und die maritimen Ökosysteme eingestuft. Internationale Gremien wie Gruppe der Acht, Interpol und das Umweltprogramm der Vereinten Nationen haben illegale Fischerei als Umweltkriminalität anerkannt. Die Europäische Union hat eine Verordnung zur Bekämpfung illegaler, nicht gemeldeter und unregulierter Fischerei erlassen.
2011 vereinbarten EU und USA ein Abkommen zur Bekämpfung illegaler Fischerei.
Eine Untersuchung von mit Sendern ausgestatteten Albatrossen ergab, dass sich 37 Prozent aller Schiffe in internationalen Gewässern unsichtbar machten. In Zonen, in welchen für die Fischerei eine Lizenz notwendig ist, ließen Schiffe ihr Automatic Identification System mitunter wochenlang ausgeschaltet.

### Maßnahmen vor den afrikanischen Küsten
Seit dem Sturz der somalischen Regierung 1991 wurden die Hoheitsgewässer vor Somalia nicht mehr überwacht. Seither betrieben ausländische Fischtrawler, insbesondere aus der EU, Russland und Asien illegalen Fischfang in diesen Gewässern. Die Eindringlinge vertrieben die Boote einheimischer Fischer, beschossen deren Insassen mit Wasserkanonen, kappten ihre Netze und nahmen dabei selbst den Verlust von Menschenleben in Kauf. Wie die Organisation East African Seafarers’ Assistance Programme (SAP) berichtet, welche in den meisten der Schiffsentführungen vor der somalischen Küste vermittelt, ist das illegale Fischen die Wurzel für die Piraterie vor der Küste Somalias, da sich die einheimischen Fischer anfangs bewaffneten und versuchten, die ausländischen Piratenfischer zu vertreiben. Nachdem maritime Milizen zunächst illegal fischende Trawler aufgebracht und „Lizenz-Zahlungen“ für deren Schwarzfischerei erhoben hatten, wurden später auch Handelsschiffe gekapert. Zwischenzeitlich profitierten die illegalen Fischer vor Somalia von der EU-Operation Atalanta zum Schutz der Seefahrt vor Somalia.
Illegale Fischerei und Piraterie haben sich seitdem an die westafrikanische Küste in den Golf von Guinea verlagert. Am Konzept der koordinierten maritimen Präsenzen (CMP) zur Gewährleistung maritimer Sicherheit beteiligen sich die Europäische Union und die west- und zentralafrikanischen Staaten.

## Dokumentationen
- Andreas Orth: Duell im Nordmeer. Die Jagd auf Piratenfischer. Dokumentation, WDR, 2006.
- Jutta Pinzler, Mieke Otte: Bis zum letzten Fang. Das Geschäft mit dem Fisch. Dokumentation, NDR, 2014
- Jérôme Delafosse, Jérôme Pin: Mafia auf dem Meer. (YouTube-Video – 43:23min.) In: ZDFinfo. La Famiglia (Produktion), 2018.
- James de Caupenne, Feurat Alani: Senegal: Jagd auf die Plünderer der Meere. (YouTube-Video – 23:46min.) Illegal fischende Trawler aus aller Welt plündern das Meer vor Westafrika – nun wehren sich Regierungen und Fischer. In: arte Reportage. Arte, Februar 2019.
- Russland: Die Raubfischer aus Nordkorea. (YouTube-Video – 24:46min.) Wie das Regime des Diktators Kim Yong-un Raubfischer auf Seelenverkäufern in internationale Gewässer schickt. In: arte Reportage. Arte, Mai 2020.